# Barbara Wizimirska
Barbara Maria Wizimirska (ur. 12 grudnia 1942 w Radomsku) – polska politolożka i działaczka społeczna związana z warszawską Falenicą.

## Życiorys
Barbara Wizimirska urodziła się w Radomsku w 1942. Od 1968 mieszka w Falenicy. Absolwentka Instytutu Orientalistycznego oraz Wydziału Ekonomii Politycznej Uniwersytetu Warszawskiego, doktor nauk politycznych ze specjalnością stosunki międzynarodowe.
Zawodowo związana przede wszystkim z Polskim Instytucie Spraw Międzynarodowych, gdzie pracowała jako adiunkt (1970–1991). Pracowała także w Polskim Komitecie ds. UNESCO (1994–1996) i Ministerstwie Spraw Zagranicznych. Publikowała głównie na temat południowej Azji. Przez 13 lat, od 1991 do 2004, była redaktorką naukową Rocznika Polskiej Polityki Zagranicznej.
Po przejściu w 2004 na emeryturę rozpoczęła działalność w Falenickim Towarzystwie Kulturalnym i w Klubie Kultury Falenica, gdzie prowadzi m.in. spotkania literackie; pisze książki o Falenicy oraz sztuki teatralne wystawiane w osiedlowym domu kultury.

## Publikacje
- Pakistan – czas próby, Warszawa: Wydawnictwo Ministerstwa Obrony Narodowej, 1971.
- Bangladesz: trudna niepodległość, Warszawa: Wydawnictwo Ministerstwa Obrony Narodowej, 1974.
- Indie – Pakistan – Bangladesz: między wojną a pokojem, Warszawa: PISM, 1981.
- Drogi kariery: Zulfikar Ali Bhutto i jego partnerzy: Indira Gandhi i Mujibur Rahman, Warszawa: Krajowa Agencja Wydawnicza, 1983.
- Falenica: portret osiedla 2008, 2008.
- Jubileusz 75-lecia powstania Parafii NSPJ w Falenicy 1934–2009, Warszawa, 2009
- Opowieści falenickie: o letnisku, rodzinie Szaniawskich oraz o jezuitach i ich dziełach, Warszawa: Wydawnictwo Akademickie Sedno, 2012.
- Falenica w wielu odsłonach. Przewodnik. Warszawa 2016.
- Zapamiętane: Falenica 1935–1960 we wspomnieniach mieszkańców, Warszawa, 2018.
- Alfabet FTK. Obie strony medalu. Warszawa 2021.